# Donald Henry Gaskins
Donald Henry "Pee Wee" Gaskins Jr. (Florence, Carolina del Sur; 13 de marzo de 1933 - Columbia, Carolina del Sur; 6 de septiembre de 1991) fue un ladrón, secuestrador, violador y asesino en serie estadounidense. Condenado a muerte, fue ejecutado en la silla eléctrica el 6 de septiembre de 1991.

## Biografía y primeros asesinatos
Donald Henry Gaskins Jr., era hijo de Eulea Parrott. No tuvo una infancia fácil. Se caracterizó por un carácter irascible y negligente.  Aparentemente, su madre se interesó tan poco en él que la primera vez que supo su nombre de pila, Donald, fue cuando se leyó en su primera comparecencia ante el tribunal, por una ola de crímenes que Gaskins cometió junto con un grupo de compañeros delincuentes que incluía robos, asaltos y una violación en grupo.
Tras su condena por su participación en unos crímenes, Gaskins fue enviado a un reformatorio, donde fue violado regularmente por sus compañeros de prisión. Después de escapar de la escuela, casarse y regresar voluntariamente para completar su condena, fue liberado en 1951, a la edad de 18 años. Gaskins trabajó brevemente en una plantación de tabaco hasta su arresto en 1953, luego de atacar a una adolescente con un martillo por el mero hecho de haberle insultado. Gaskins fue sentenciado a seis años de prisión.
Después de ser violado y "poseído" en prisión, se ganó el respeto de sus compañeros de prisión al matar al hombre más temido de la prisión, Hazel Brazell. Como resultado, Gaskins recibió tres años adicionales en prisión, pero a partir de ese momento se convirtió en agresor en lugar de la víctima. Escapó de la prisión en 1955 al esconderse en la parte trasera de un camión de basura y huyó a Florida, donde consiguió empleo en un carnaval ambulante. Fue arrestado nuevamente, detenido y puesto en libertad condicional en agosto de 1961.
Después de su liberación de la prisión, Gaskins volvió a cometer robos y cercar propiedades robadas. Dos años después de su libertad condicional, fue arrestado por la violación de una niña de doce años, pero se fugó mientras esperaba la sentencia. Gaskins fue arrestado nuevamente en Georgia y sentenciado a ocho años de prisión, si bien Gaskins se benefició de una nueva libertad condicional que se le concedió en noviembre de 1968. Tras su liberación, Gaskins regresó a su estado natal y se instaló en la ciudad de Sumter, donde comenzó a trabajar en una empresa de reformas.
La primera víctima de asesinato de Gaskins fue un autoestopista al que torturó y asesinó en septiembre de 1969, antes de lanzar su cuerpo a un pantano. En sus memorias, escribió: "Todo en lo que podía pensar es en cómo podría hacerle lo que quisiera". Este autoestopista sería el primero de los muchos autoestopistas que llegaría a recoger altruistamente para luego matar mientras conducía por las carreteras costeras del sur de Estados Unidos. Gaskins clasificó a estas víctimas como "asesinatos costeros": personas, tanto hombres como mujeres, a quienes mató por puro placer, en promedio aproximadamente una cada seis semanas, cuando salía a cazar para calmar sus sentimientos de "molestia". 
Torturó y mutiló a sus víctimas, mientras intentaba mantenerlas con vida el mayor tiempo posible. Confesó haber matado a estas víctimas usando una variedad de métodos que incluyen apuñalamiento, asfixia, mutilación e incluso afirmó haber canibalizado a algunas de ellas. Más tarde confesó haber matado a "ochenta a noventa" víctimas, aunque sus afirmaciones de haber cometido "asesinatos costeros" nunca han sido corroboradas. En sus memorias, Gaskins afirma haber cometido asesinatos costeros cada seis semanas, pero contradice este reclamo más adelante en el libro al afirmar que sintió la abrumadora necesidad de buscar y cometer un asesinato casi siempre en el día 10 de cada mes.
En noviembre de 1970, Gaskins cometió el primero de sus llamados "asesinatos graves". Personas a las que conocía y a las que mató por razones personales. La primera víctima de estos asesinatos fue su propia sobrina, Janice Kirby, de 15 años, y la amiga de esta, Patricia Ann Alsbrook, de 17 años, a quienes golpeó hasta la muerte después de intentar agredirlas sexualmente. Otras víctimas de "asesinato grave" fueron asesinadas por diversas razones que alegó el propio Gaskins, desde porque se habían burlado de él, habían intentado chantajearle, le debían dinero, supuestamente le habían robado o porque le habían pagado para matar a su víctima. A diferencia de sus "asesinatos costeros", Gaskins simplemente ejecutó a estas víctimas, generalmente disparándolas, antes de enterrarlas en las zonas costeras de Carolina del Sur. 
En 1973 violó y asesinó a dos de sus vecinos: Doreen Dempsey, de 23 años, entonces embarazada de ocho meses, y su hija pequeña de dos años. Nadie sospechaba que Gaskins era un asesino en serie sádico, pero había algunos que sabían que estaba preparado para cometer un asesinato por una recompensa razonable. En febrero de 1975, una mujer llamada Suzanne Kipper Owens contrató a Gaskins para matar a su novio, Silas Barnwell Yates. Para encubrir el asesinato, Gaskins terminó matando cuatro veces más.

## Arresto final, prisión y ejecución
Gaskins fue arrestado el 14 de noviembre de 1975, cuando un criminal llamado Walter Neeley confesó a la policía que había sido testigo de cómo Gaskins había matado a Dennis Bellamy, de 28 años, y Johnny Knight, de 15 años. Neeley confesó a la policía que Gaskins le había confiado sus actos por haber también matado a varias personas, llegando a indicarle dónde se encontraban enterradas. El 4 de diciembre de 1975, Gaskins llevó a la policía al terreno que poseía en Prospect, donde la policía descubrió los cuerpos de ocho de sus víctimas.
Gaskins fue juzgado por ocho cargos de asesinato el 24 de mayo de 1976, siendo declarado culpable el 28 de mayo y condenado a muerte, que luego fue conmutado a cadena perpetua cuando se modificó el fallo de 1974 de la Asamblea General de Carolina del Sur sobre la pena capital. El 2 de septiembre de 1982, Gaskins cometió otro asesinato. Mientras estaba encarcelado en el bloque de alta seguridad de la Institución Correccional de Carolina del Sur, Gaskins mató a un recluso condenado a muerte llamado Rudolph Tyner, que había recibido su condena por matar a una pareja de ancianos durante un robo a mano armada. Gaskins fue contratado para cometer este asesinato por Tony Cimo, el hijo de las víctimas. Gaskins tuvo varios intentos fallidos de asesinar a Tyner tratando de envenenarle en la comida, antes de optar por usar explosivos de bajo potencial para matarle. Gaskins fue nuevamente juzgado por el asesinato de Tyner y cambiada su condena por la finalmente pena de muerte.
Mientras estaba en el corredor de la muerte, Gaskins contó la historia de su vida a un periodista llamado Wilton Earle. Afirmó haber cometido entre 100 y 110 asesinatos, incluyendo el de Margaret "Peg" Cuttino, la hija de 13 años del entonces senador estatal de Carolina del Sur James Cuttino Jr. de Sumter. Sin embargo, las fuentes policiales no pudieron verificar dicha declaración.
Gaskins fue ejecutado el 6 de septiembre de 1991, a la 1:10 de la mañana. Fue la cuarta persona en morir en la silla eléctrica después de que la pena de muerte quedara reinstalada en Carolina del Sur en 1977. Solo unas horas antes de ser ejecutado, Gaskins trató de suicidarse intentando cortarse las muñecas con una cuchilla de afeitar.